# ناتالي بابيت
ناتالي بابيت (بالإنجليزية: Natalie Babbitt)‏ (28 يوليو 1932، دايتون في الولايات المتحدة - 31 أكتوبر 2016، هامدن في الولايات المتحدة)؛ كاتِبة مُتخصِّصة في أدب الأطفال، رسامة توضيحية وروائية أمريكية.

## روابط خارجية
- ناتالي بابيت على موقع IMDb (الإنجليزية)
- ناتالي بابيت على موقع قاعدة بيانات برودواي على الإنترنت (الإنجليزية)
- ناتالي بابيت على موقع قاعدة بيانات الفيلم (الإنجليزية)